# Johann Gerhard Fürstenau
Johann Gerhard Fürstenau (* 1686 in Osnabrück; † 15. Juni 1764 in Lübeck) war ein deutscher Kaufmann und Ratsherr der Hansestadt Lübeck.

## Leben
Johann Gerhard Fürstenau war ein Sohn des Osnabrücker Ratsherrn Bernhard Fürstenau. Er wurde 1701 zu seinem in Lübeck tätigen älteren Bruder in die kaufmännische Lehre geschickt. 1711 war er in Hamburg tätig und im Folgejahr in Riga und Reval. 1716 machte er sich in Lübeck als Kaufmann mit einem eigenen Handelsgeschäft selbstständig. Nach einigen Jahren ehrenamtlicher Tätigkeit wurde er als Mitglied der Schonenfahrer 1749 in den Lübecker Rat erwählt. In seiner Zeit als Kirchenvorsteher der Lübecker Marienkirche wurde deren Astronomische Uhr ein drittes Mal repariert.